# Lydia Hiernickel
Lydia Hiernickel, née le 23 décembre 1996 à Schwanden, est une fondeuse et biathlète suisse.

## Biographie
Née à Schwanden, dans le canton de Glaris, Hiernickel dispute sa première course officielle junior en 2011 et remporte sa première course en janvier 2013. Juste après, elle prend part au Festival olympique de la jeunesse européenne à Rasnov, où son meilleur résultat individuel est dixième du cinq kilomètres. En 2014, elle obtient une sélection pour les Championnats du monde junior à Val di Fiemme, arrivant notamment cinquième avec le relais et 18e du cinq kilomètres.
En 2015, aux Championnats du monde junior à Almaty, elle signe un top dix individuel avec sa septième place sur le sprint, puis remporte la Coupe de Suisse junior.
Elle fait ses débuts en Coupe du monde avec le relais en janvier 2016 à Nové Město. Elle doit attendre decembre pour être au départ en individuel, à l'occasion du dix kilomètres à Davos (64e).
À la suite d'un premier podium en Coupe OPA à Campra et de performances décentes sur les Championnats du monde des moins de 23 ans à Goms (15e du dix kilomètres classique et 12e du skiathlon), elle reçoit une sélection pour ses premiers jeux olympiques à Pyeongchang, courant le dix kilomètres libre (49e) et le relais (7e).
En 2019, elle dispute les Championnats du monde à Seefeld, où elle est seulement intégrée dans le relais pour une dixième place finale.
Ses résultats dans la Coupe du monde entre 2019 et 2020 restent stables, terminant le plus souvent entre la 40e et 50e place.
Début 2022, Lydia Hiernickel a décidé de changer de discipline, pour le biathlon, afin de se relancer et repartir sur un cycle de quatre ans. Son arrivée correspond au départ de Selina Gasparin de l'équipe Suisse.

## Palmarès

### Jeux olympiques d'hiver
| Épreuve / Édition   | Sprint                           | Sprint    | 10 km | 10 km                            | Skiathlon 2 × 7,5 km | 30 km | Relais | Relais   |
| Épreuve / Édition   | libre                            | classique | libre | classique                        | Skiathlon 2 × 7,5 km | 30 km | Sprint | 4 × 5 km |
| JO 2018 Pyeongchang | Épreuve inexistante à cette date | -         | 49e   | Épreuve inexistante à cette date | -                    | -     | -      | 7e       |

Légende :
- : pas d'épreuve
- — : Non disputée par Hiernickel

### Championnats du monde
| Épreuve / Édition        | Sprint                           | Sprint                           | 10 km                            | 10 km                            | Skiathlon 2 × 7,5 km | 30 km | Relais | Relais   |
| Épreuve / Édition        | libre                            | classique                        | libre                            | classique                        | Skiathlon 2 × 7,5 km | 30 km | Sprint | 4 × 5 km |
| Mondiaux 2019 Seefeld    | -                                | Épreuve inexistante à cette date | Épreuve inexistante à cette date | -                                | -                    | -     | -      | 10e      |
| Mondiaux 2021 Oberstdorf | Épreuve inexistante à cette date | -                                | -                                | Épreuve inexistante à cette date | -                    | -     | -      | 7e       |

Légende :
- : pas d'épreuve
- — : Non disputée par Hiernickel

### Coupe des Alpes
- 4 podiums.